# 깜짝 월드쇼
깜짝 월드쇼는 1995년 7월 14일에서 1995년 10월 20일까지 SBS TV에서 방영되었던 예능 프로그램이다.